# Liste von kynologischen Fachbegriffen
Kynologische Fachbegriffe, die im Zusammenhang mit Hunden oder der Hundezucht auftauchen, haben oft eine ganz besondere Bedeutung, die in vielen Fällen von der Alltagsbedeutung abweicht. Beispielsweise bedeutet „trocken“ nicht die Abwesenheit von Nässe, sondern bezieht sich auf das Aussehen bzw. eine Eigenschaft der Haut. Solche Fachbegriffe sind zwar für den Laien oft unverständlich oder missverständlich, erleichtern aber die Kommunikation unter Fachleuten. Ihre Herkunft liegt oft weit in der Vergangenheit. Viele stammen aus dem Englischen, denn in England nahm die gezielte Rassezucht ihren Anfang. Aufgrund der verbreiteten Verwendung von Jagdhunden bestehen zum Teil auch Überschneidungen mit der Jägersprache.

## A
- Abzeichen: regelmäßige und unregelmäßige Flecken im Fell
- AKC (American Kennel Club): größter Hundezuchtverband in Nordamerika
- Apfelkopf: runde, apfelförmige Oberschädelform wie beispielsweise beim Chihuahua

## B

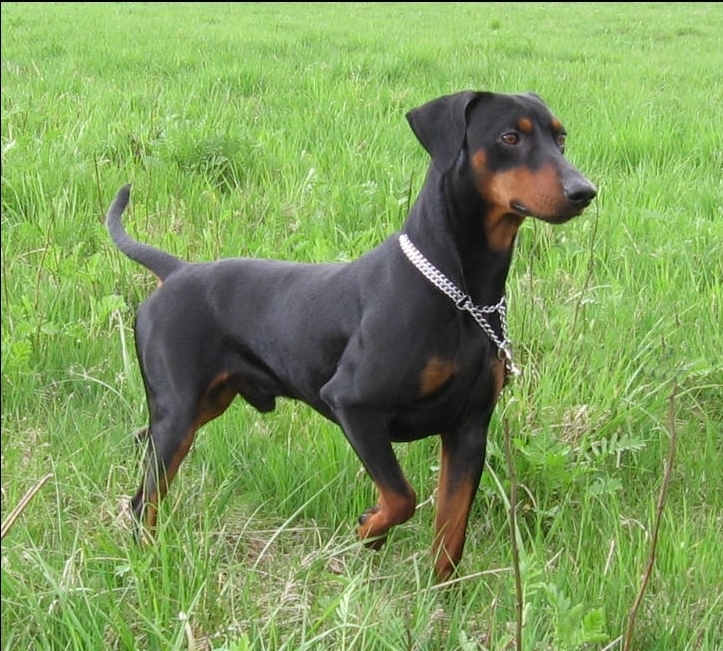
Deutscher Pinscher mit Brand in Black and Tan (vorstehend)

- Befederung: langes Haar an Ohren, Brust, Läufen und Rute
- Behang: herabhängende Ohren, typisch für einige Jagdhunde
- belegen: Hündin decken lassen
- Belton: Farbbezeichnung für eine Tüpfelung und/oder ein Zusammenlaufen von Farben im Fell beim English Setter
- Berußung: siehe Charbonnage
- Birkauge (Heterochromia iridis): unterschiedlich pigmentierte Bereiche der Iris, die unpigmentierten erscheinen dabei weiß; häufig bei gefleckten Hunden wie Dalmatiner, Deutsche Dogge sowie bei Merlefarbenen
- Black and Tan (Fellfarbe): Schwarz und Loh
- Blau (Fellfarbe): anthrazitgrau bis stahlblau, bedingt durch das Dilute-Gen
- Blesse: weißer Streifen auf der Stirn
- Brachycephalie: im Vergleich zum Hirnschädel kurze Schnauze
- Brand: bei dunkelfarbenen Hunden die helleren Abzeichen an Augen, Fang, Körperunterseite
- Buggelenk: Schultergelenk, vorderster Punkt der Brust und damit wichtiger Punkt für die Messung der Rumpflänge

## C
- Charbonnage, auch Berußung (Fellfarbe): Die einzelnen, helleren Haare haben eine schwarze Spitze, was den Eindruck vermittelt, als habe man dem Hund mit berußter Hand über das Fell gestrichen.

## D
- Deckakt: Begattung

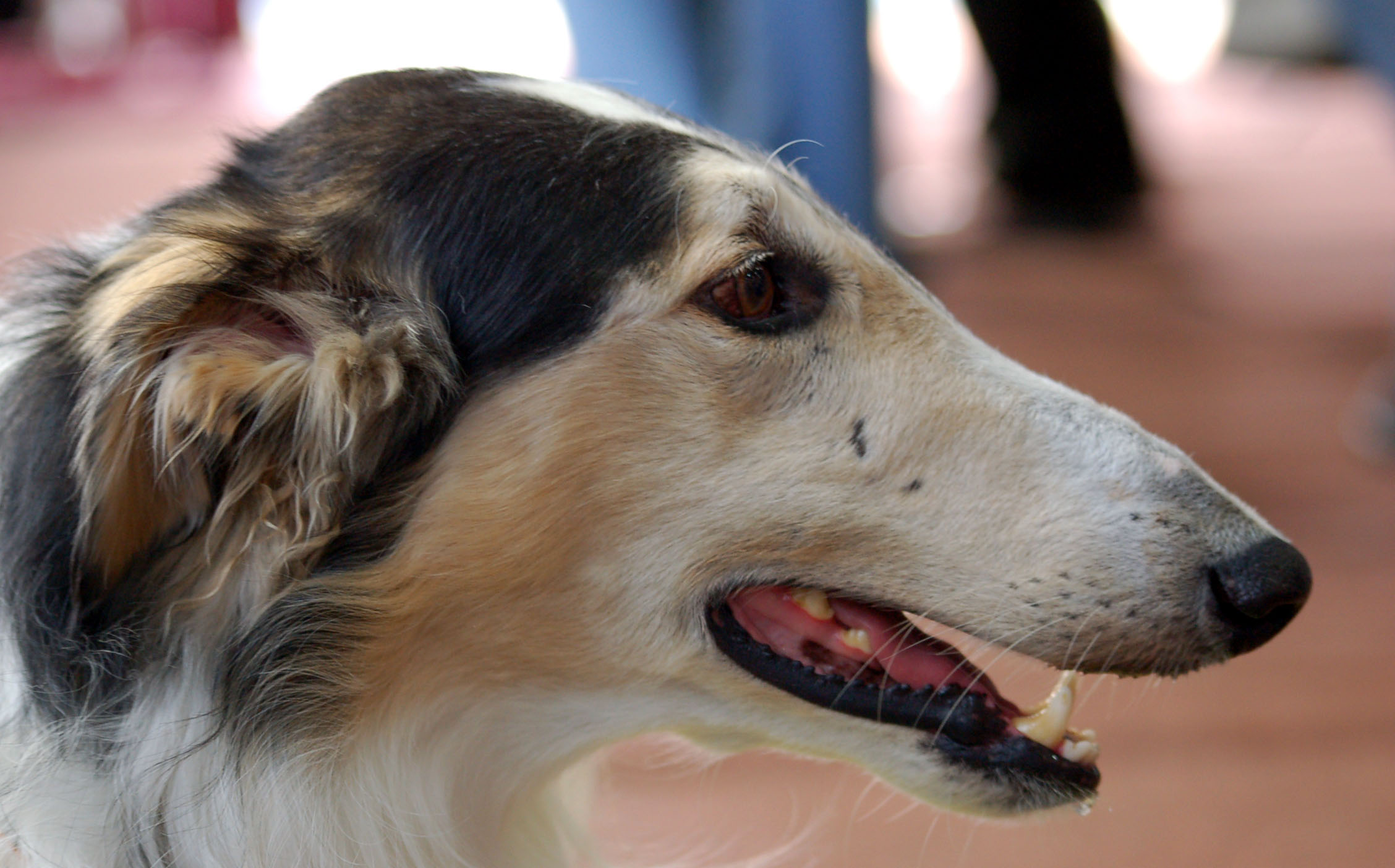
Dolichocephalie bei einem Barsoi

- Decke: im Zusammenhang mit Fellfarben die Farbe auf dem gesamten Rücken
- decken: begatten
- Deckhaar: Fell, das die Farbe bestimmt, meist länger als die Unterwolle (so diese vorhanden ist)
- Dolichocephalie: im Vergleich zum Hirnschädel verlängerte Schnauze, vor allem bei Collies und Windhunden
- Drahthaar: kurzes, hartes Deckhaar, meist mit Bart am Fang

## F
- Fähe: weiblicher Fuchs oder Wolf

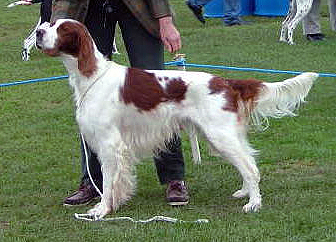
Fahne und Federn bei einem Irish Red and White Setter

- Fahne: lange herabhängende Behaarung (besonders an der Rute, aber auch den Gliedmaßen oder Ohren)
- Fährte: die auf dem Erdboden hinterlassenen „Fußabdrücke“ (siehe auch Mantrailing)
- Fang: Schnauze des Hundes
- FCI (Fédération Cynologique Internationale): in Kontinentaleuropa, Lateinamerika und Teilen Asiens maßgeblicher Hundezuchtverband
- Federn: Befederung, halblange, fransenartige Behaarung an den Läufen
- Fehlfarbe: nicht im Rassestandard vorgesehene Fellfarbe
- Field Trial (Arbeitsprüfung im Felde): eine jagdliche Prüfung für Hunde, bei der diese Wild apportieren
- Figurant (Scheintäter): Helfer in der Schutzhundeausbildung und beim Mondioring, stellt in gepolsterter Schutzkleidung einen Angreifer nach
- Flanken: seitliche Bauchregion
- Fledermausohr gute angesetzt und richtig gestelltes Ohre (z. B. Französische Bulldogge, Chihuahua)

## G
- Gangwerk: Bewegungsweise des Hundes, meist im Trab
- Gebäude: der Körperbau des gesamten Hundes
- Geläut: Bellen der jagenden Hundemeute und der solojagenden Bracke
- gestromt (Fellfarbe): dunklere Querstreifen auf hellerem Fell, ähnlich wie beim Tiger, aber nicht so auffällig
- getigert (Fellfarbe): tigerartige, unregelmäßige Farbflecken auf andersfarbigem Fell
- Glasauge: helles Auge mit pigmentloser Iris

## H
- Halsung: Halsband

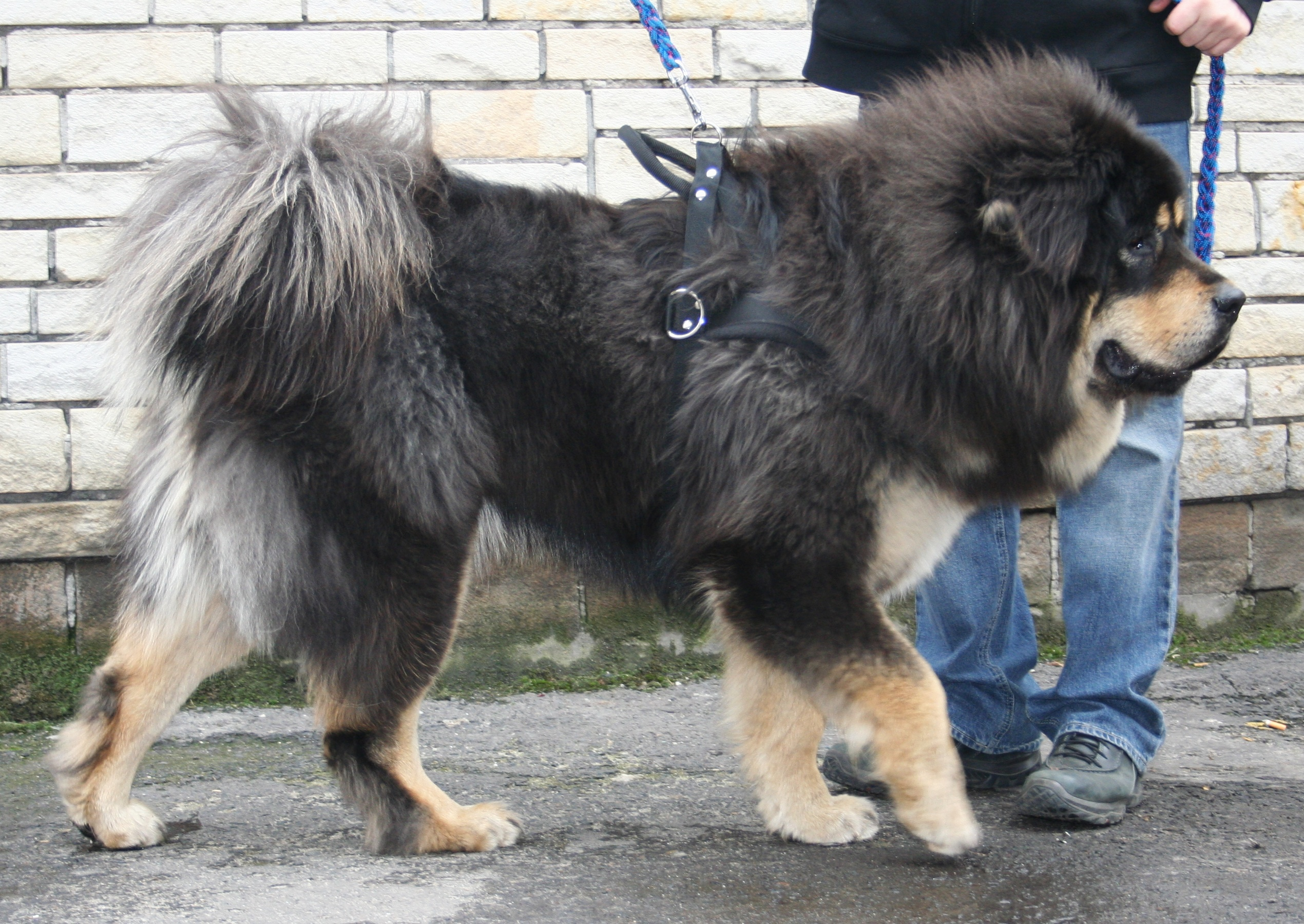
Hosen bei einem Do Khyi

- Hängen: Zustand während des Deckakts, bei dem der Penis des Rüden in der Vagina der Hündin verankert ist
- Harlekin: Verschiedene Fellfarben einiger Hunderassen, z. B. Beauceron, Deutsche Dogge, Pudel. Das Erscheinungsbild wird in den Rassestandards jeweils festgelegt.
- Hasenpfote: ovale, flache Pfote
- Hinterhand, auch Hinterlauf: hinteres Bein
- Hitze: Die Hündin ist empfangsbereit, kann gedeckt werden
- hochläufig (Läufe = Beine): vor allem bei Jagdhunden Körperform mit längeren Beinen (im Gegensatz zu niederläufig)
- Hosen: lange Haare an der Rückseite der Oberschenkel
- Hound: Jagdhund, der Wild selbständig sucht, verfolgt und stellt
- Hündin: weiblicher Haushund (der männliche heißt Rüde)

## K

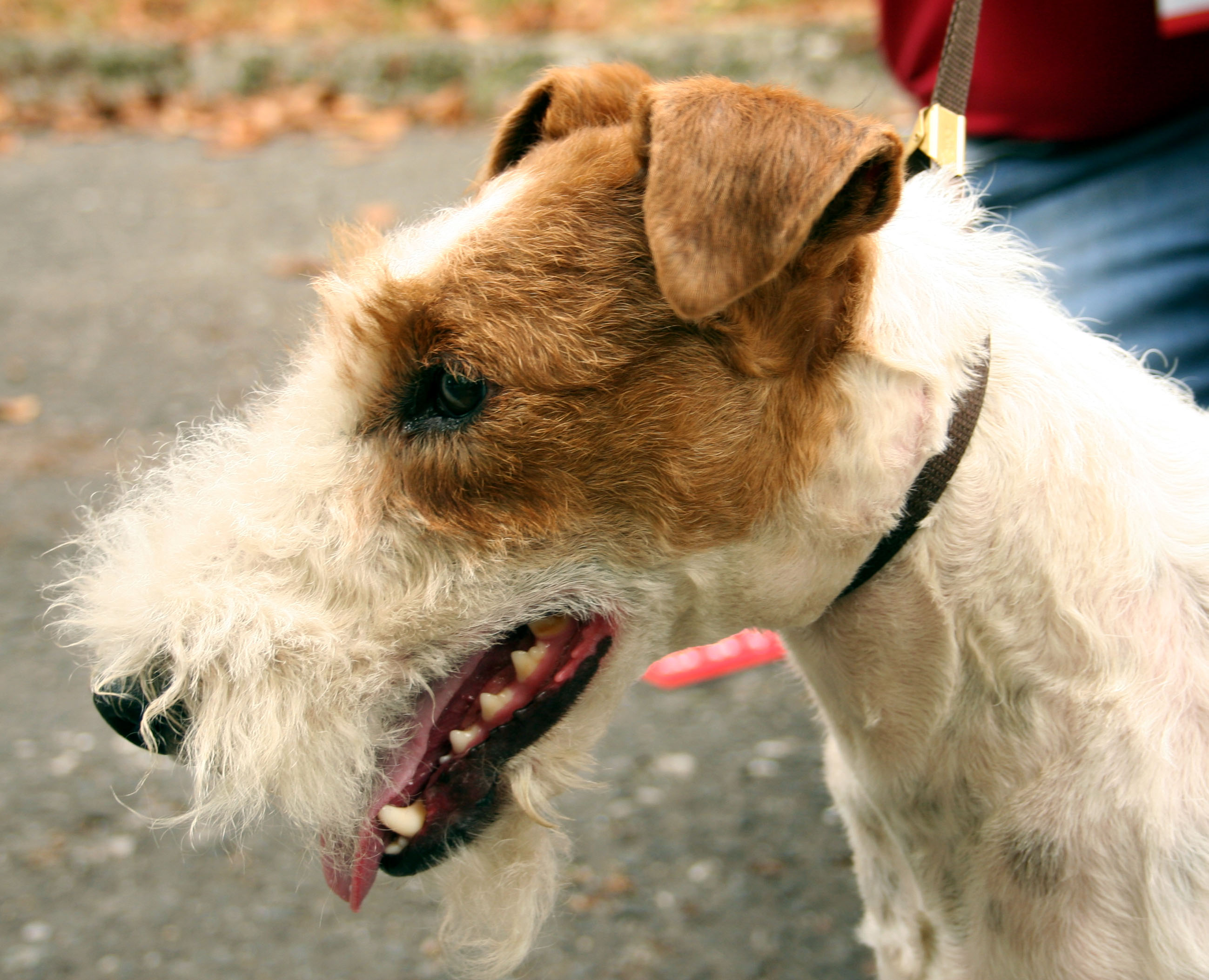
Knopfohr bei einem Foxterrier

- Katzenpfote: runde, geschlossene Pfote mit gewölbten Zehen
- KC (The Kennel Club): wichtigster Zuchtverband in Großbritannien; ältester Hundezuchtverband der Welt
- Keulen: Oberschenkel der Hinterbeine
- Kippohr: aufrecht stehendes Ohr, dessen Spitze nach vorne abkippt
- Knopfohr: hoch angesetztes, nach vorn fallendes, am Kopf anliegendes Ohr
- Koralle: spezielles Halsband, das mit Stacheln versehen ist und dem Hund auf Zug Schmerzen zufügt.
- Körung: Auswahl, Begutachtung von Zuchttieren
- Kruppe: der Körperteil zwischen Kreuzbein, den ersten 4 Schwanzwirbeln und dem Hüfthöcker des Beckens

## L
- Lauf (Plural: Läufe): Bein des Hundes
- Läufigkeit: Hitze, Brunstzeit der Hündin. Der Zeitraum zwischen zwei Läufigkeiten variiert zwischen 4 Monaten und einem Jahr
- Laut geben: bellen
- Lefzen: Lippen
- Listenhund: Hund einer Rasse, die in Rasselisten verzeichnet ist

## M

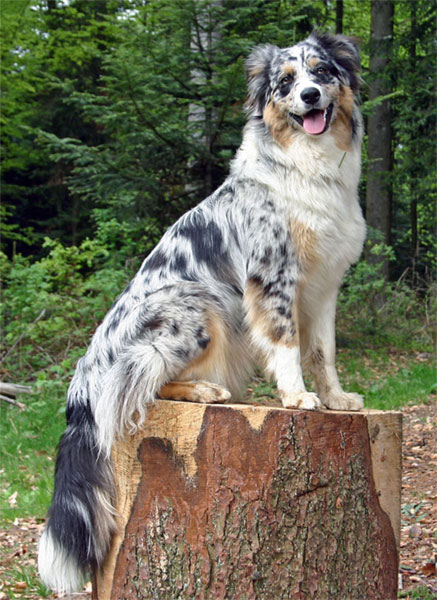
Merlefarbe bei einem Australian Shepherd

- Mantel (Fellfarbe): Farbverteilung im Fell, der meist dunkle Farbfleck liegt wie eine Decke auf dem Rücken des Hundes
- Maske: dunkel pigmentierter Fang oder dunkler Gesichtsschädel
- Merle (Fellfarbe): Farbvariation des Fells bei Hunden und besonders in der Colliezucht stark verbreitet; verursacht unregelmäßige weiße Flecken im Fell. Führt in reinerbiger Form zu gesundheitlichen Problemen.
- Mesocephalie: zum Hirnschädel proportionale Schnauzenlänge, wie sie bei den meisten Hunderassen vorkommt
- Meute: Gruppe von Hunden, die gemeinsam jagt; siehe Laufhund

## N
- Nasenschwamm: der vordere haarlose Teil der Hundenase
- Nickhaut: das dritte Augenlid beim Hund
- niederläufig (Läufe = Beine): vor allem bei Jagdhunden Körperform mit kürzeren Beinen (im Gegensatz zu hochläufig)

## P
- Pfeffer und Salz (Fellfarbe): dunkles Deckhaar mit hellen Spitzen
- Platten (Fellfarbe): großflächige andersfarbige Fellflecken

## R

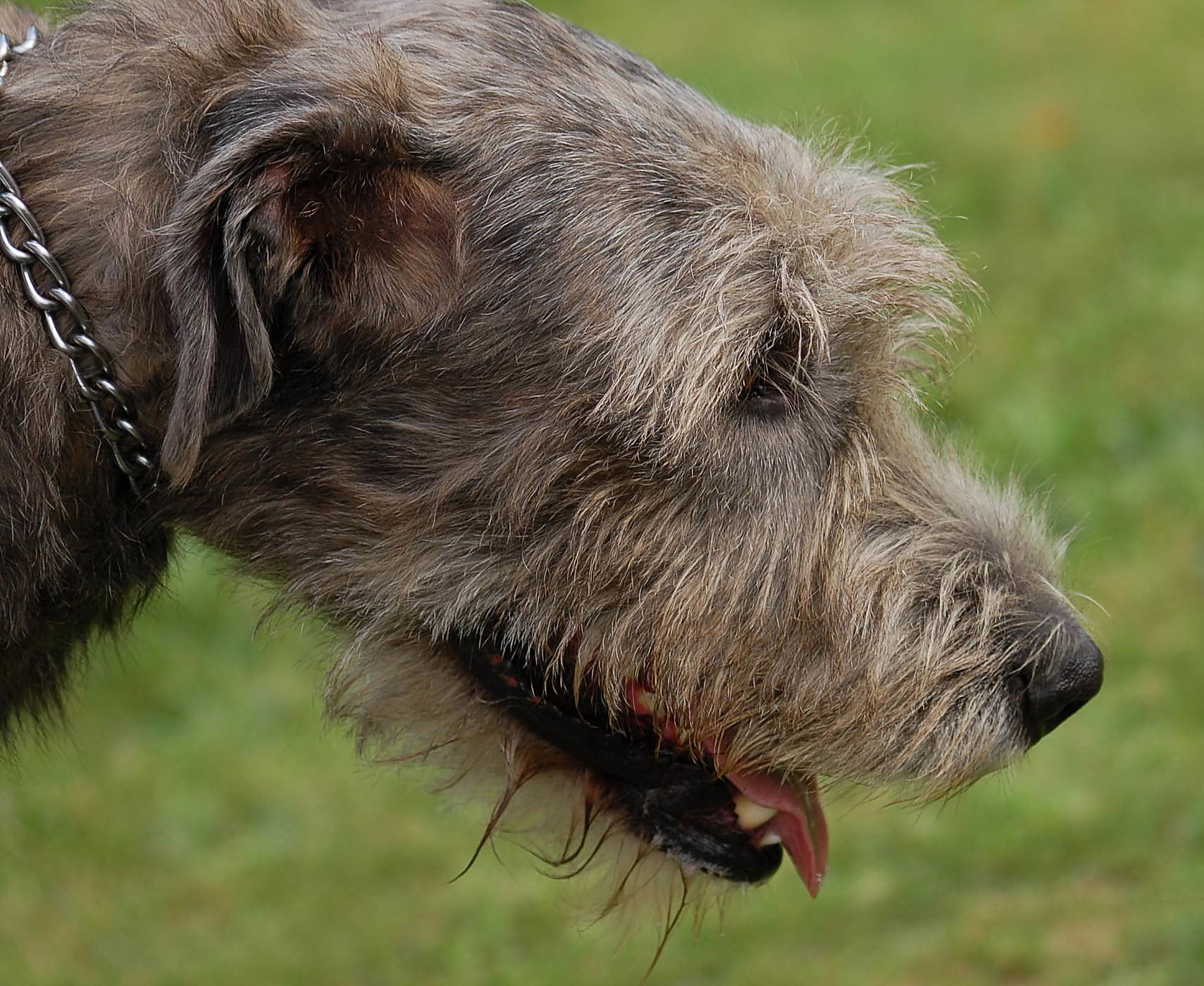
Rauhaar und Rosenohr bei einem Irischen Wolfshund

- Rasse: genetisch abgegrenzte, über einen Rassestandard definierte und systematisch gezüchtete Hundepopulation
- Rassehund: individueller Hund, der nachweislich einer bestimmten Rasse angehört
- Rauhaar: (Haarform): mittellang, rau, harsch, sehr wärmeisolierend und wasserabweisend; drahtartig
- Ridge: Haarkamm auf dem Rücken, bei dem das Fell entgegen der normalen Haarwuchsrichtung wächst. Medizinisch handelt es sich beim Ridge um eine milde Form der Spina bifida (offener Rücken).
- Rollhaar: spezielle Form des Fells; beim Leonberger sind Rollhaar oder starke Locken ein ausschließender Fehler
- Rosenohr: Das innere Ohr ist auf der Rückseite nach innen gefaltet, der obere Rand rückwärts und vornüber gebogen, das Innere der Ohrmuschel ist so teilweise sichtbar. Typisch für okzidentale Windhunde und Englische Bulldoggen.
- Rot (Fellfarbe): verschiedene Rotfärbungen, siehe Fellfarben der Hunde
- Rüde: männlicher Hund, Fuchs oder Wolf
- Rudel: Sozialgemeinschaft von Hunden
- Rumpflänge: Länge des Rumpfes, gemessen vom Schultergelenk (Buggelenk) als vorderstem Punkt bis zum Sitzbeinhöcker im Becken als hinterstem Punkt
- Rute: Schwanz
- Rutenansatz: körpernaher Teil der Rute[2]

## S

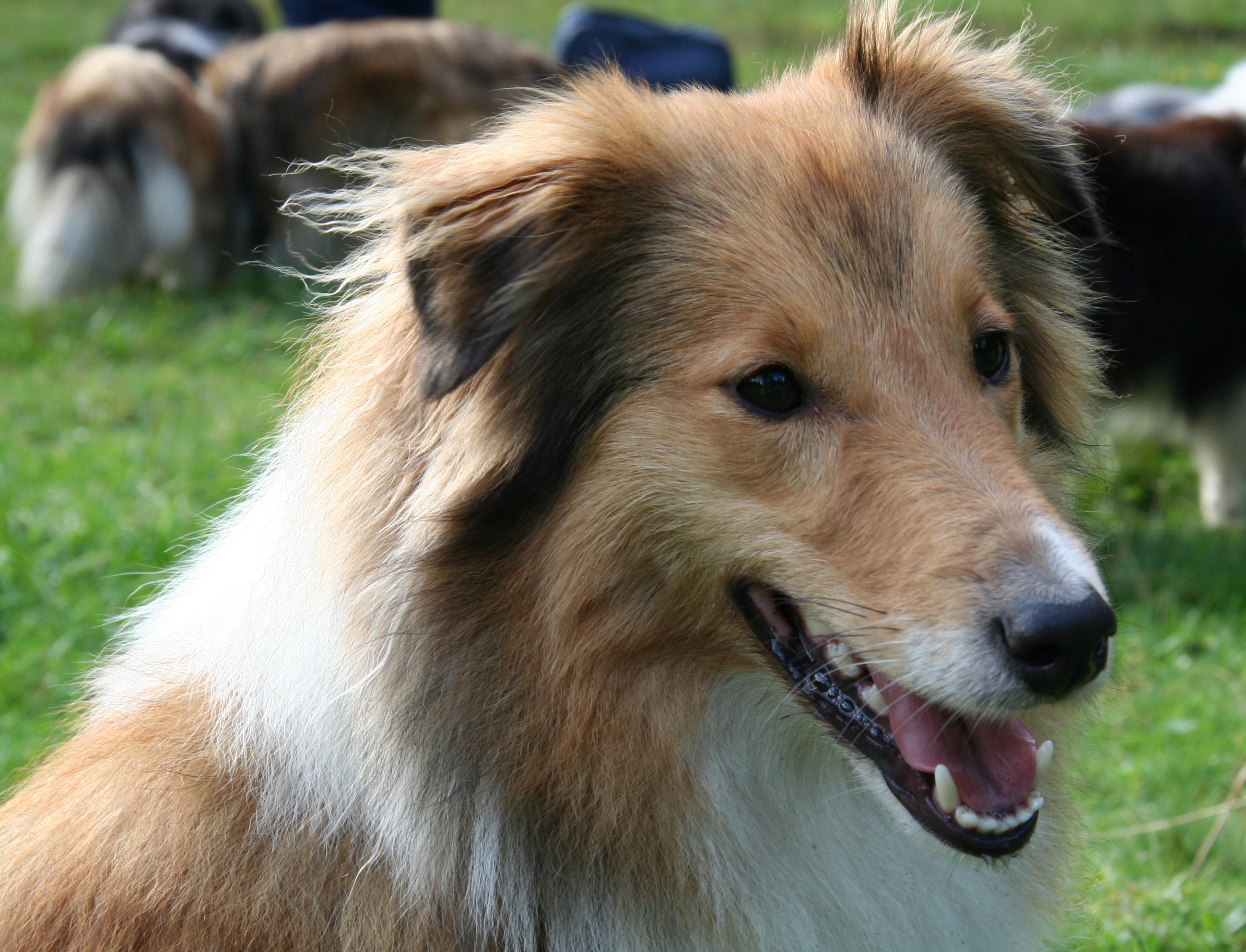
sable (zobelfarben)

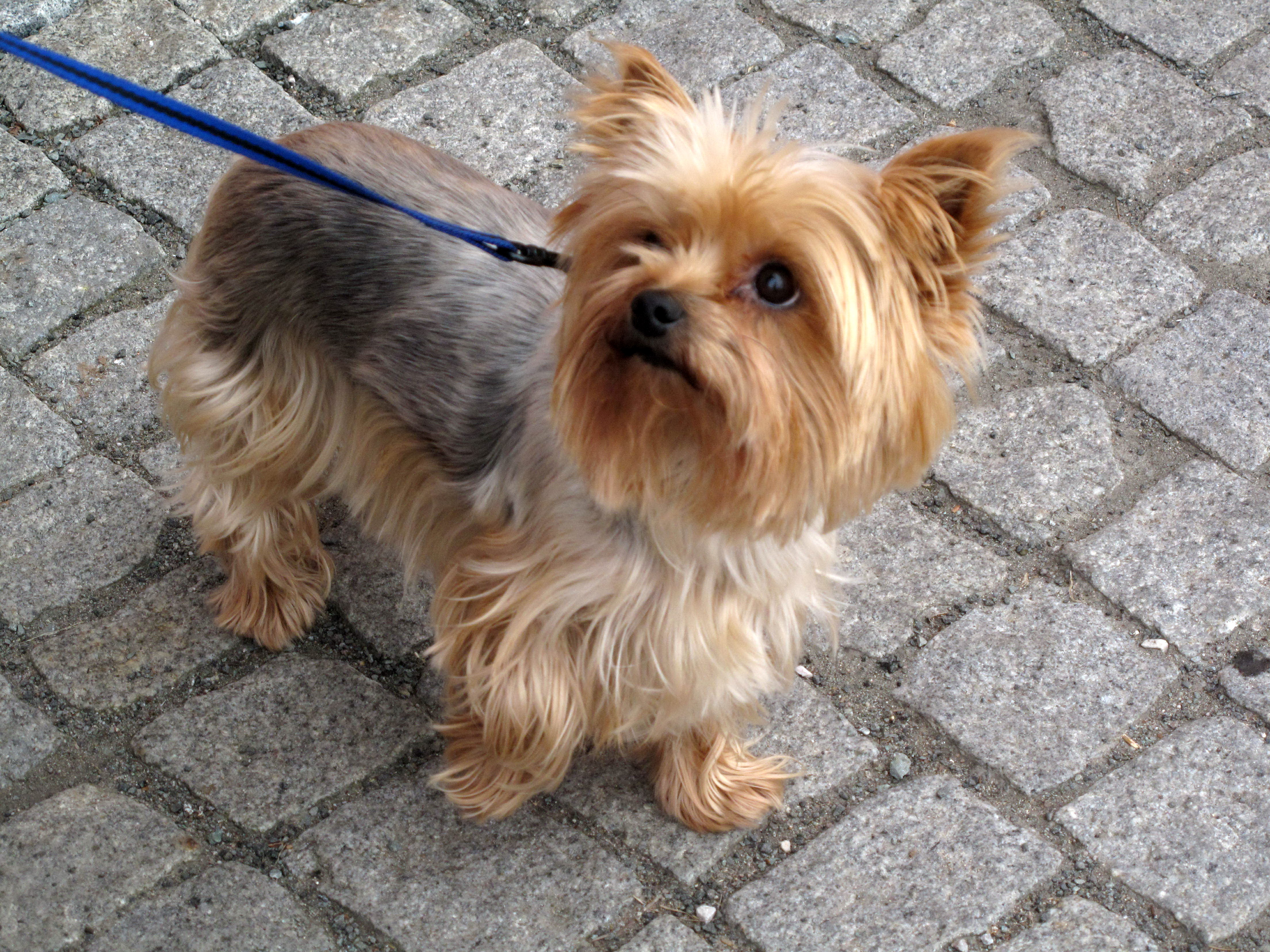
Blue and Tan Yorkshire Terrier mit „blauem“ (d. h. grauem) Sattel

- Sable (Fellfarbe): wörtlich aus dem Englischen Zobel(-farben). Fell, bei dem die Haare schwarze Spitzen haben. Die Fellfarbe insgesamt hängt vom Grundton des Fells ab.
- Sattel (Fellfarbe): großer dunkler Fleck auf dem Rücken auf hellerem Hintergrund
- Schärfe: Ein Hund ist scharf, wenn er schnell angreift und kräftig beißt.
- Schecke (Fellfarbe): mehrfarbiger Hund, dessen Mantel in kleinere Inseln oder Flecken unterteilt ist
- Scherengebiss: Unterkieferschneidezähne liegen knapp hinter den Schneidezähnen der Oberkiefers
- Schimmel (Fellfarbe): weißgrundiges Fell mit kleinen, verschwommenen Flecken
- Schlag: Hundepopulation innerhalb einer Rasse, die sich von anderen Hunden derselben Rasse in bestimmten Merkmalen unterscheidet
- Schnüren: Gangart des ausdauernden Trabs vorwiegend bei Wildcaniden, bei der die Pfoten in einer geraden Linie hintereinander den Boden berühren, wobei die Hinterpfoten in die Spuren der Vorderpfoten derselben Körperseite gesetzt werden.[3]

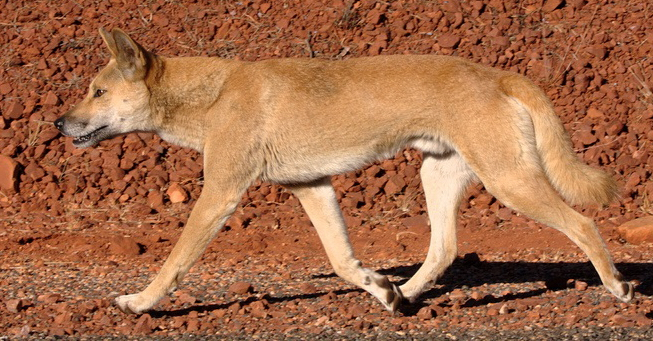
Dingo im schnürenden Trab

- schussfest: Ein Hund, der bei Abgabe eines Schusses nicht erschrickt, ist schussfest (wichtig z. B. bei Jagd- oder Diensthunden)
- Spurlaut: Hetzlaut des Hundes auf der Spur, ohne dass die Beute sichtbar sein muss, Spurverfolgungsbellen; auch als Adjektiv: „Der Hund ist spurlaut“
- Standlaut: der Laut, den der Jagdhund äußert, wenn er vor dem gestellten Wild steht (bezüglich „Stand“ und „stehen“ siehe Vorstehhund)
- Stichelhaar: Haarform; raues, hartes, mäßig langes wirres Haar
- Stichelung (Fellfarbe): einzelne weiße Haare auf dunklem Hintergrund
- Stockhaar: das ursprüngliche Haarkleid des Hundes/des Wolfes mit dichter Unterwolle und mittellangen Grannenhaaren als Deckhaar
- Stop, auch Stopp: Stirnansatz zwischen Schädel und Nasenbein, etwa die Augenpartie
- Stromung (Fellfarbe): dunklere horizontale Streifen auf hellerem Fell

## T

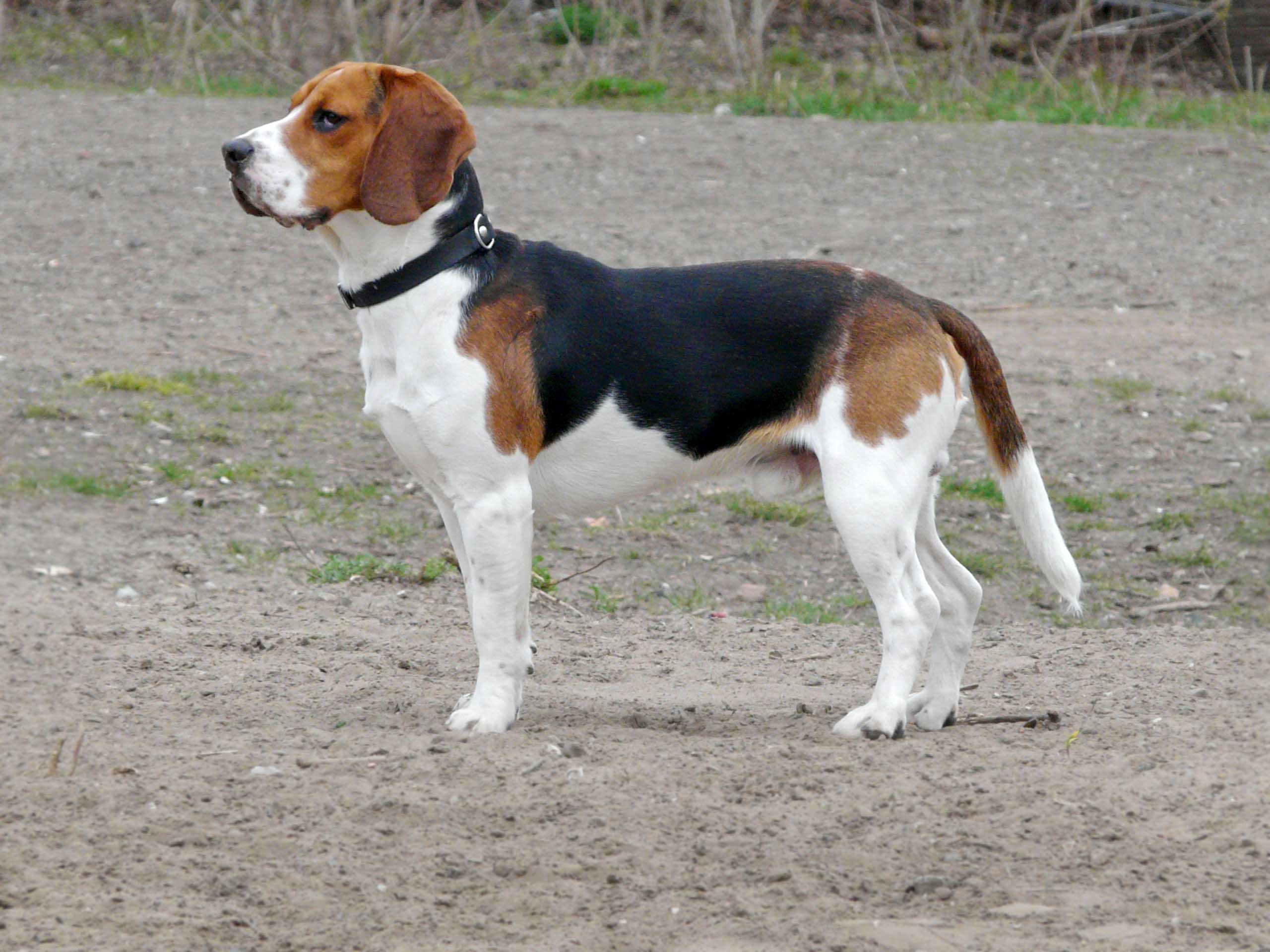
Beagle, tricolor

- Tan: gelbbraune, lohfarbene Fellfarbe
- Tigerung (Fellfarbe): tigerartige, unregelmäßige Farbflecken auf andersfarbigem Fell
- Totverbeller: ein Jagdhund, der vor dem verendeten Wild Laut gibt, bis sein Hundeführer bei ihm ist
- Toy: Oberbegriff für kleine Hunderassen. Toy kommt aus dem Englischen und bedeutet Spielzeug. Der Begriff ist vor allem, aber keineswegs ausschließlich, im englischen Sprachraum üblich.
- tricolor, trikolor (Fellfarbe): dreifarbig, deutlich voneinander abgegrenzt
- trocken: dünne Haut, fettarmes Unterhautbindegewebe; so sind Muskeln, Sehnen und Knochenvorsprünge erkennbar
- Tulpenohr: aufrecht getragenes Ohr mit abgerundeter Ecke, leicht nach vorn gebogene Kante (wie das Blütenblatt einer Tulpe), z. B. bei der Französischen Bulldogge

## U
- Überbiss: Die Schneidezähne des Oberkiefers überragen die des Unterkiefers
- UKC (United Kennel Club): größter und ältester Zuchtverband außerhalb von KC, AKC und FCI. Vor allem in Nordamerika tätig.
- Unterwolle: dichtes weiches Fell unter dem Deckhaar, siehe Wollhaar

## V
- Vorbiss: Die Schneidezähne des Unterkiefers stehen vor denen des Oberkiefers
- Vorderhand, auch Vorderlauf: vorderes Bein
- vorstehen: Stehenbleiben eines (Jagd)Hundes, wenn er (Jagd)Beute gewittert hat, siehe dazu Vorstehhund

## W
- Wamme: lockere Kehlhaut

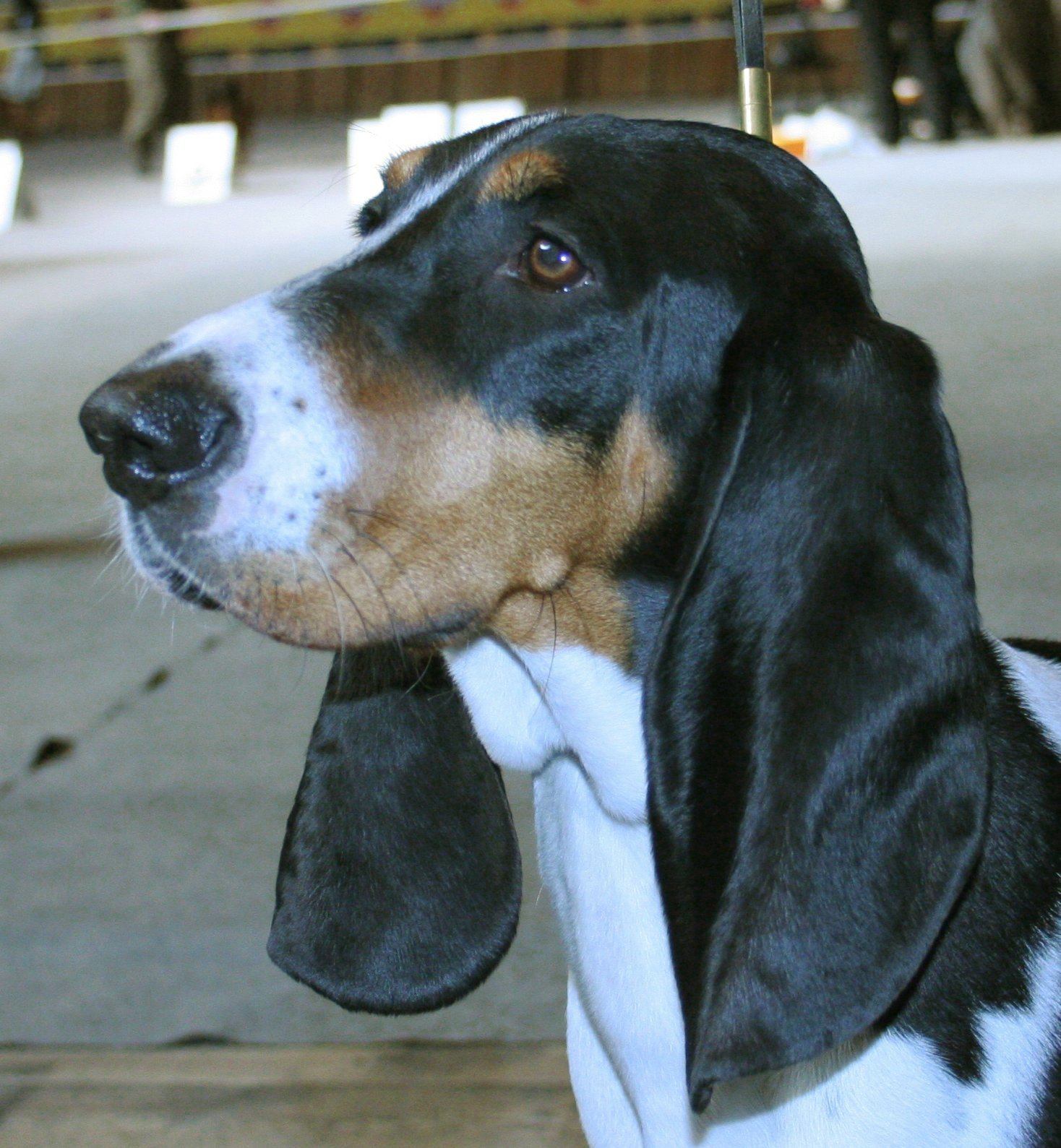
Wamme bei einem Berner Laufhund

- Welpe: Junghund bis etwa zum zweiten Lebensmonat
- Werfen: gebären
- Wesen: Persönlichkeit und Temperament eines Hundes bzw. einer Rasse
- Wesenstest: Prüfung des Verhaltens in standardisierten Situationen als Teil der Ankörung oder als gesetzlich vorgeschriebene Voraussetzung für die Haltung von Listenhunden
- Widerrist: Schulter, höchster Punkt der Rückenlinie
- Wurf: (neugeborene) Welpen

## Z
- Zangengebiss: Die Schneidezähne von Ober- und Unterkiefer stehen genau aufeinander
- Zobelfarben siehe sable